# Trichostomum recurvatum
Trichostomum recurvatum là một loài Rêu trong họ Pottiaceae. Loài này được (Hook.) Müll. Hal. miêu tả khoa học đầu tiên năm 1899.